# أندرو كولينز (لاعب كرة قدم أسترالية)
أندرو كولينز (بالإنجليزية: Andrew Collins)‏ هو لاعب كرة قدم أسترالية أسترالي، ولد في 17 نوفمبر 1988 في Bridgewater On Loddon, Victoria ‏ في أستراليا.

## وصلات خارجية
- أندرو كولينز على موقع AustralianFootball.com (الإنجليزية)
- أندرو كولينز على موقع AFLtables.com (الإنجليزية)